# Tanja Trijbels
Tanja Trijbels (Limburg, 1937 - 23 april 2022) was een Nederlands fotomodel en mannequin, die in de jaren 50 en 60 van de twintigste eeuw op internationaal niveau kleding showde. Zij was de favoriete mannequin van couturier Max Heymans. Internationaal gebruikte ze Tanya als voornaam

## Carrière
Zij begon op haar 19de als mannequin in het modevak in een Amsterdams confectiebedrijf. Zij werd al spoedig ontdekt door couturiers Max Heymans en Dick Holthaus en trad sinds september 1958 voor hen op als freelance mannequin. Voorts showde zij hoeden van Gérard Brussé en voor het Haagse modehuis Kühne & Zn. NV showde zij ontwerpen van Yves Saint Laurent, De Givenchy, Patou en Capucci. Omdat alles haar stond, was zij een veelgevraagd model. Ook voor andere couturiers showde zij modellen, zoals voor Ferry Offerman, Edgar Vos en Ernst Jan Beeuwkes.
Zij werd als eerste Nederlands model gecontracteerd door het Parijse modehuis Dior, maar daar voelde zij zich, wegens de druk die op haar werd gelegd, niet thuis. Wel showde zij voor Duitse couturiers.
In 1963 begon zij in Amsterdam een eigen boetiek, maar ze kon dit werk niet combineren met het modellenwerk.
Af en toe zette zij zich in als gastvrouw in het Spaanse restaurant van haar toenmalige verloofde in de Schoolstraat in Den Haag.
Op 14 juli 1970 huwde zij in stilte in Amsterdam met de Israëlische Yaki Kornblit, eigenaar van Galerie 20 in Amsterdam.
Door Paul Huf werd zij enige malen geportretteerd.
Trijbels overleed op 23 april 2022.